# Taniwha

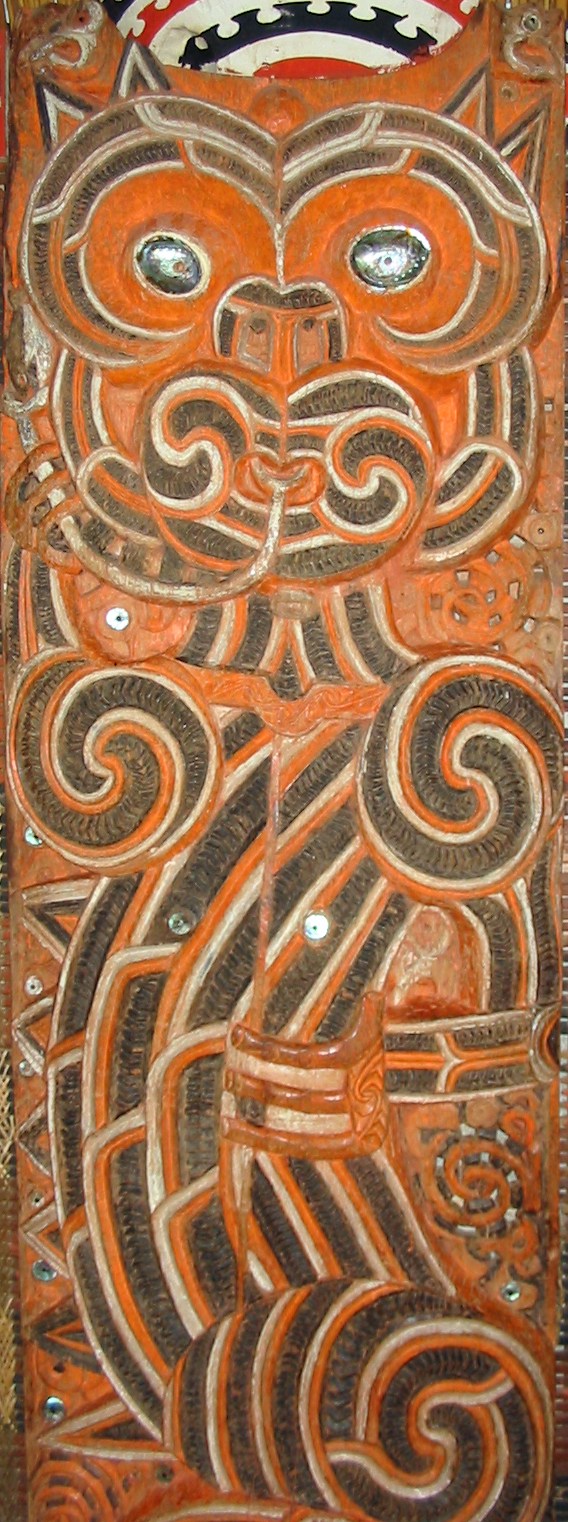
Ureia, taniwha als Begleiter und Beschützer (Seeungeheuer)

Die Taniwha sind große übernatürliche Wesen in der Māori-Kultur. Taniwha können viele Formen annehmen, von Baumstämmen bis hin zu Reptilien und Walen. Den Mythen nach verstecken sie sich in Höhlen, Flüssen, Seen oder im Ozean, insbesondere an Orten mit gefährlichen Strömungen, töten Menschen und fressen sie oder entführen die Frauen der Māori. Andere Stämme glaubten in ihnen eine Art kaitiaki (Wächter) zu haben, den man mit Symbolen oder Riten und in Verbindung mit der Anrufung durch eine karakia, einer Beschwörungsformel, positiv stimmen könne.

## Gestalt und Aussehen
Die Gestalt und das Aussehen der Taniwha kann je nach Iwi (Stamm) stark variieren. Auch können die Entlehnungen aus der Tierwelt recht unterschiedlich ausfallen. Während einige Stämme in den Taniwha mit dem Ngārara übergroße Reptilien sahen, gab es andere, die Haifische, Wale, Delfine oder noch andere Kreaturen in ihnen sahen. Die Taniwha sollen ihr Aussehen verändern und damit auch weibliche sowie männliche Gestalt annehmen können.

## Verhalten und Eigenschaften
Es wird erzählt, dass die Taniwha mit einem Volksstamm verbunden von Hawaiki (das Herkunftsland der Māori) aus nach Neuseeland gekommen seien. Die Rolle der Taniwha war nach der Māori-Anschauung, einen Tapu (etwas Heiliges) zu erzwingen. Wenn etwas als Tapu definiert wurde, war es heilig und damit unantastbar. Taniwha bestraften Tapu-Verstöße und waren damit auch gefährlich für andere Stämme, da Taniwha auch Menschen entführen oder fressen konnten. Die Māori glaubten auch, dass man den Taniwha Respekt erweisen müsse, indem sie ihnen als Beispiel Kūmara (Süßkartoffeln) als Opfergabe bringen. In dieser Weise milde gestimmt, würden Taniwha ihren Iwi (Stamm) warnen, wenn Feinde in der Nähe seien.

## Berühmte Taniwha in der Māorifolklore

### Tuhirangi
Kupe, der in der Mythologie der Māori einer der Entdecker Neuseelands war, hatte einen ihn beschützenden Taniwha namens Tuhirangi. Der Legende nach soll Tuhirangi das Schiff Kupes während der Seereise von Hawaiki nach Neuseeland begleitet und beschützt haben und nach der Reise sich dauerhaft in den gefährlichen Gewässern des French Pass, einer Passage zwischen der Rangitoto ki te Tonga/D’Urville Island und der Nordküste der Südinsel, niedergelassen haben. Die Meerenge gilt als eine der stürmischsten Meeresstraßen der Welt. Deswegen schützt Tuhirangi die Schiffe, die hier vorbeikommen.
1888 wurde ein weißer Delfin als Pelorus Jack für sein außergewöhnliches Verhalten in der Meerenge bekannt. Über 20 Jahren begleitete er regelmäßig vorbeifahrende Schiffe durch den French Pass und war deswegen so beliebt, dass die neuseeländische Regierung ihn unter Artenschutz stellte. Obwohl von den Pākehā (Weiße) Pelorus Jack genannt, sahen Māori in ihm Tuhirangi.

### Pānia und Moremore
Pānia of the Reef ist eine der großen romantischen Geschichten der Māori-Kultur. Pānia war eine Seejungfrau, die bei Sonnenuntergang in der Nähe von Napier an Land schwamm und jedes Mal vor Tagesanbruch zurück ins Meer ging. Eines Abends fand sie versteckt im Flachs ein junger Häuptling und machte sie zu seiner Frau. Jede Nacht kam Pānia an Land und besuchte ihren Mann. Nach einiger Zeit bekam sie einen Sohn namens Moremore. Ihr Mann war besorgt, dass sein Sohn von den Meeresmenschen mitgenommen würde. Deshalb fragte er einen Tohunga (sachverständiger Praktiker) um Rat. Der Tohunga empfahl dem Mann, gekochtes Essen auf seine schlafende Frau und seinen Sohn zu legen, um ihre Tapu zu entfernen, doch das Ritual schlug fehl. Pānia ging zurück ins Meer und verwandelte sich in einen Fels. Moremore verwandelte sich in einen Taniwha und beschützt von nun an, während der ihm zugehörige Stamm fischte und Meeresfrüchte sammelte, die Küstengewässer.

### Kaiwhare
Kaiwhare wohnt in einer Unterwasserhöhle südlich von Piha. Er besuchte regelmäßig den Hafen von Manukau, um Angebote von Stämmen zu erhalten. Anfangs war er freundlich zu den Menschen, doch begann irgendwann aus einem nicht bekannten Grund Frauen und Männer zu töten. So wurde es bald gefährlich ans Meer zu gehen. Glücklicherweise wurde Kaiwhare von einem Mann namens Tamure, der eine magische Mere (Waffe) trug, gezähmt. Heutzutage soll Kaiwhare keine Gefahr mehr für die Menschen darstellen.

## Konflikte mit der modernen Gesellschaft
Die moderne neuseeländische Gesellschaft schätzt immer noch die Rolle der Folklore und die Geschichte der Māori. Und doch gab es einige Probleme in Bezug auf die traditionelle Rolle der Taniwha im modernen Neuseeland.
Trotz der unten geschilderten Konflikte und obwohl nicht alle Māori an Taniwha glauben, spielen Taniwha noch immer eine wichtige Rolle in der kulturellen Identität vieler Māori-Stämme in Neuseeland.
Im frühen 20. Jahrhundert führten zwei Baustellen, von denen Māori glaubten, dass an deren Orten Taniwha lebten, zu einer öffentlichen Debatte und kontrovers geführten Diskussion. Einige Leute meinten, dass die vorgebrachten Einwände gegen die Baumaßnahmen lediglich der Versuch war, Entschädigungszahlungen zu bekommen. Auch dass die Taniwha bezahlt werden könnten, um zu verschwinden, wurde verständlicherweise als fragwürdig angesehen. Selbst unter den Māori herrschte Uneinigkeit darüber, ob das Engagement für die Taniwha ehrlich gemeint war. Ein Konflikt bekam weltweite Beachtung, nachdem der BBC-Nachrichtendienst davon berichtete.

### Konflikt um den Waikato Expressway
Im Jahr 2002 erhob der Stamm Ngāti Naho in Waikato Einspruch gegen den Bau des Waikato Expressway, weil die Straße die Höhle eines ihrer Taniwha, der als Karutahi bekannt war, zerstört hätte. Transit New Zealand gab schließlich nach und ließ die Autobahn umleiten.

### Ngawha im Gefängniskonflikt
Der Bau eines Gefängnisses in Ngawha, im neuseeländischen Northland, sollte u. a. auch wegen des Glaubens an einen Taniwha, der die Form eines Holzscheites besaß, verhindert werden. Der lokale Stamm war besorgt, dass das Gefängnis die Reise des Taniwha in die nahen Wasserstraßen behindern würde, was den Bau des Gefängnisses aber nicht verhindern konnte.

## Taniwha und das Drachenfest
2013 war das erste Jahr, in dem Feste des chinesischen Kulturkreises und der der Māori zusammenfielen. Die Māori begrüßten mit einem Pūkāea, einer bis zu 2,5 Meter langen Holztrompete, die chinesische Gesellschaft, die wiederum mit ihren traditionellen chinesischen Trommelklängen antworteten. Das Fest, mit dem die Vergangenheit, die Gegenwart und die Zukunft geteilt werden sollte, fand am 27. April 2013 im Orakai Marae in Auckland statt und wurde vom Ministry of Māori Development gefördert.